# 浅見理都
浅見 理都（あさみ りと、1990年 - ）は、日本の漫画家。埼玉県出身。

## 略歴
2013年、「第三日曜日」で第33回MANGA OPEN東村アキコ賞を受賞。
2018年、初の連載作である「イチケイのカラス」が開始となる。連載前には、裁判所に足を運び、刑事裁判や裁判員裁判の傍聴を重ね、関連する書籍からも知識を得るなどの準備を行った。2021年にフジテレビでドラマ化、2023年には映画化されるヒット作ととなった。
2022年、連載2作目となる「クジャクのダンス、誰が見た?」が開始となり、2023年にこのマンガがすごい!2024オンナ編第4位に選ばれた。2024年にはTBSでドラマ化され、連載作品が2作続けてドラマ化されることとなった。

## 作品リスト

### 漫画作品
- 『イチケイのカラス』講談社〈モーニングKC〉全4巻（『モーニング』2018年24号 - 2019年14号）
- 『クジャクのダンス、誰が見た?』講談社〈KC KISS〉全7巻（『Kiss』2022年9月号 - 2025年4月号）

### インタビュー連載
- ザイヤのオオカミ[8]（『刑事弁護OASIS』2021年 - 2022年）